# 伊诺霍萨斯德卡拉特拉瓦
伊诺霍萨斯德卡拉特拉瓦，是西班牙卡斯蒂利亚-拉曼恰雷阿尔城省的一个市镇。 总面积103平方公里，总人口711人（2001年），人口密度7人/平方公里。